# Kippenheim
Kippenheim è un comune tedesco di 5 635 abitanti,  situato nel land del Baden-Württemberg.